# Charles Auguste Frossard
Charles Auguste Frossard (26 de abril de 1807 - 25 de agosto de 1875) fue un general francés.
Entró en el ejército proviniendo de la École polytechnique en 1827, siendo puesto en la sección de ingenieros. Tomó parte en el asedio de Roma en 1849 y en el de Sebastopol en 1855, después del cual fue promovido a general de brigada. Cuatro años después como general de división, y jefe de ingenieros en la campaña italiana, atrajo la atención particular del emperador Napoleón III, quien lo hizo en 1867 su ayudante de campo y gobernador del príncipe imperial.
Fue una de las autoridades superiores militares quienes en el periodo 1866-1870 previeron y se empeñaron en prepararse para la invevitable guerra con Alemania, y al estallar la Guerra franco-prusiana le fue dada por Napoleón III la elección entre el comandamiento de un cuerpo de ejército o el puesto de jefe de ingenieros en los cuarteles generales. Eligió el mando del II. Cuerpo. El 6 de agosto de 1870 mantuvo la posición en Spicheren contra los alemanes hasta la llegada de refuerzos para estos últimos, lo que le obligó a retirarse al no aparecer ningún otro cuerpo de ejército francés. Después de esto tomó parte en la batallas en torno a Metz, y estuvo involucrado con su cuerpo en la rendición del ejército de Bazaine. El General Frossard publicó en 1872 un Rapport sur les operations du 2 corps (Informe sobre las operaciones del 2.º cuerpo). Murió en Cháteau-Villain (Haute-Marne).